# Goodbye Bafana
Goodbye Bafana – zrealizowany w ramach koprodukcji międzynarodowej dramat biograficzny z 2007 roku w reżyserii Billego Augusta. Adaptacja książki Jamesa Gregory'ego i Boba Grahama. Historia strażnika, który pilnował w więzieniu Nelsona Mandeli.

## Główne role
- Joseph Fiennes - James Gregory
- Dennis Haysbert - Nelson Mandela
- Diane Kruger - Gloria Gregory
- Shiloh Henderson - Brett Gregory
- Patrick Lyster - Major Pieter Jordaan
- Faith Ndukwana - Winnie Mandela

## Produkcja
Zdjęcia kręcono w RPA (Kapsztad, Johannesburg, Transkei).